# Frei Nicolau de Oliveira
Nicolau  de Oliveira (Lisboa, c. 1566 — Lisboa, 1634) foi um frade português, que professou no Convento da Trindade, onde morreu e foi sepultado. Era filho de Jorge Fernandes e de Maria de Oliveira.
Desempenhou vários cargos na Ordem da Santíssima Trindade, tendo estado em Marrocos, na libertação de cativos.
Publicou em 1620 o Livro das Grandezas de Lisboa, que foi reeditado em 1804 e 1991, e em que exalta e descreve pormenorizadamente a cidade.